# ایکدا ناگائوکی
ایکدا ناگائوکی (به ژاپنی: 池田 長発 Ikeda Nagaoki); ۲۳ اوت ۱۸۳۷ – ۱۲ سپتامبر ۱۸۷۹) سامورایی، و دیپلمات اهل روستای ایبارا، اوکایاما، ولایت بیچو یا استان اوکایاما کنونی در ژاپن بود. در سن ۲۷ سالگی به عنوان سرپرست دومین هیئت اعزامی ژاپن به اروپا (۱۸۶۳) توسط شوگون‌سالاری توکوگاوا به اروپا فرستاده شد.